# تومي كوبر
تومي كوبر (بالإنجليزية: Tommy Cooper)‏ (و. 1921 – 1984 م) هو ممثل، وممثل هزلي، من المملكة المتحدة، توفي في لندن، عن عمر يناهز 63 عاماً بسبب نوبة قلبية.

## الخدمة العسكرية
خدم في الجيش البريطاني.

## وصلات خارجية
- تومي كوبر على موقع IMDb (الإنجليزية)
- تومي كوبر على موقع ميوزك برينز (الإنجليزية)
- تومي كوبر على موقع ديسكوغز (الإنجليزية)
- تومي كوبر على موقع قاعدة بيانات الفيلم (الإنجليزية)